# Fruitadens haagarorum
Fruitadens (il cui nome significa "dente di Fruita") è un genere estinto di dinosauro ornithischio heterodontosauride vissuto nel Giurassico superiore, circa 150 milioni di anni fa (Titoniano), in quella che oggi è la Formazione Morrison, in Colorado, USA. Il genere contiene una singola specie, ossia F. haagarorum, nota per alcuni crani e scheletri parziali di almeno quattro individui di età biologica differente. Il Fruitadens è il più piccolo dinosauro ornithischio conosciuto, con gli esemplari adulti stimati a 65-75 centimetri (26-30 pollici) di lunghezza, per un peso di 0,5-0,75 kg (1,1-1,7 libbre). Il Fruitadens era probabilmente onnivoro, e rappresenta uno degli ultimi heterodontosauridi noti.

## Descrizione

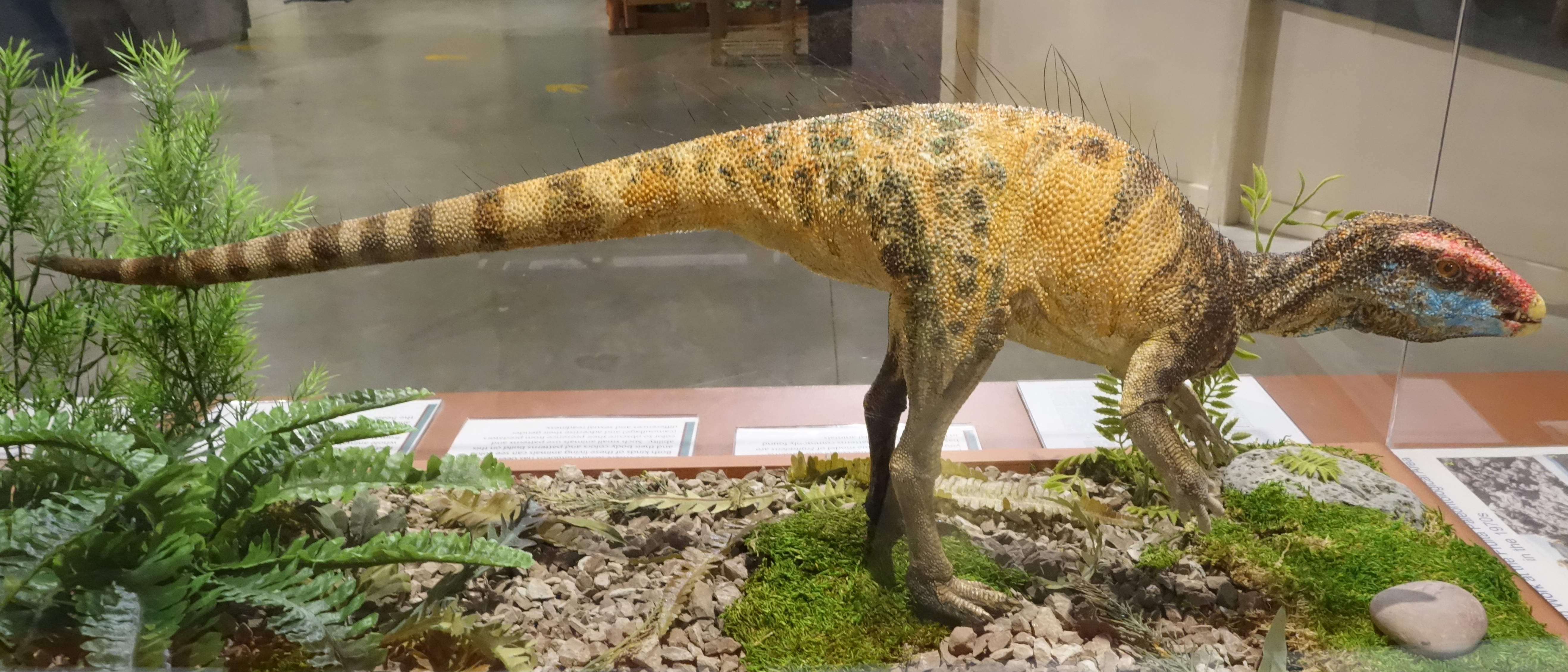
Ricostruzione museale di F. haagarorum

Il Fruitadens si basa sull'esemplare LACM 115747, costituito da una mandibola incompleta, alcune vertebre e arti posteriori parziali, di un individuo quasi completamente adulto. Sono stati trovati almeno altri tre individui. L'esemplare LACM 115727 è un altro individuo quasi completamente adulto, conosciuto da vertebre e ossa degli arti posteriori. Questo individuo aveva all'incirca le stesse dimensioni di LACM 115747 e aveva cinque anni alla morte. L'esemplare LACM 120478 consiste in un omero e nella maggior parte della gamba sinistra di un esemplare giovane, nel suo secondo anno di vita. Infine, l'esemplare LACM 128258 include una mandibola e vertebre parziali di un altro esemplare giovane. Si stima che gli esemplari più grandi avessero una lunghezza di circa 65-75 centimetri (da 26 a 30 pollici), per un peso di 0,5-0,75 kg (1,1-1,7 libbre). Ciò rende il Fruitadens il più piccolo ornithischio conosciuto e paragonabile per dimensioni ai più piccoli dinosauri conosciuti, al di fuori degli uccelli. Il materiale conosciuto di Echinodon, Tianyulong, ed altri heterodontosauridi correlati, proviene da individui di dimensioni simili, ma non si sa quanti anni avevano alla morte.
Il Fruitadens era simile nell'anatomia all'Heterodontosaurus, con braccia relativamente corte e sezioni distali lunghe delle gambe (piedi e stinchi). La mandibola possedeva grandi denti sporgenti verso l'alto simili a canini, con una fessura corrispondente nella mascella. A differenza di Echinodon, non c'era un dente allargato nella mascella superiore. In modo univoco, un dente simile ad un piolo era presente davanti al dente simile ad un canino. I denti di ricambio erano presenti nelle mascelle, a differenza della maggior parte degli altri heterodontosauridi. Le ossa degli arti posteriori erano vuote, come quelle dei piccoli dinosauri teropodi. Il Fruitadens sembra essere stato più strettamente imparentato con heterodontosauro Echinodon, che peraltro visse in periodi vicini.

## Classificazione

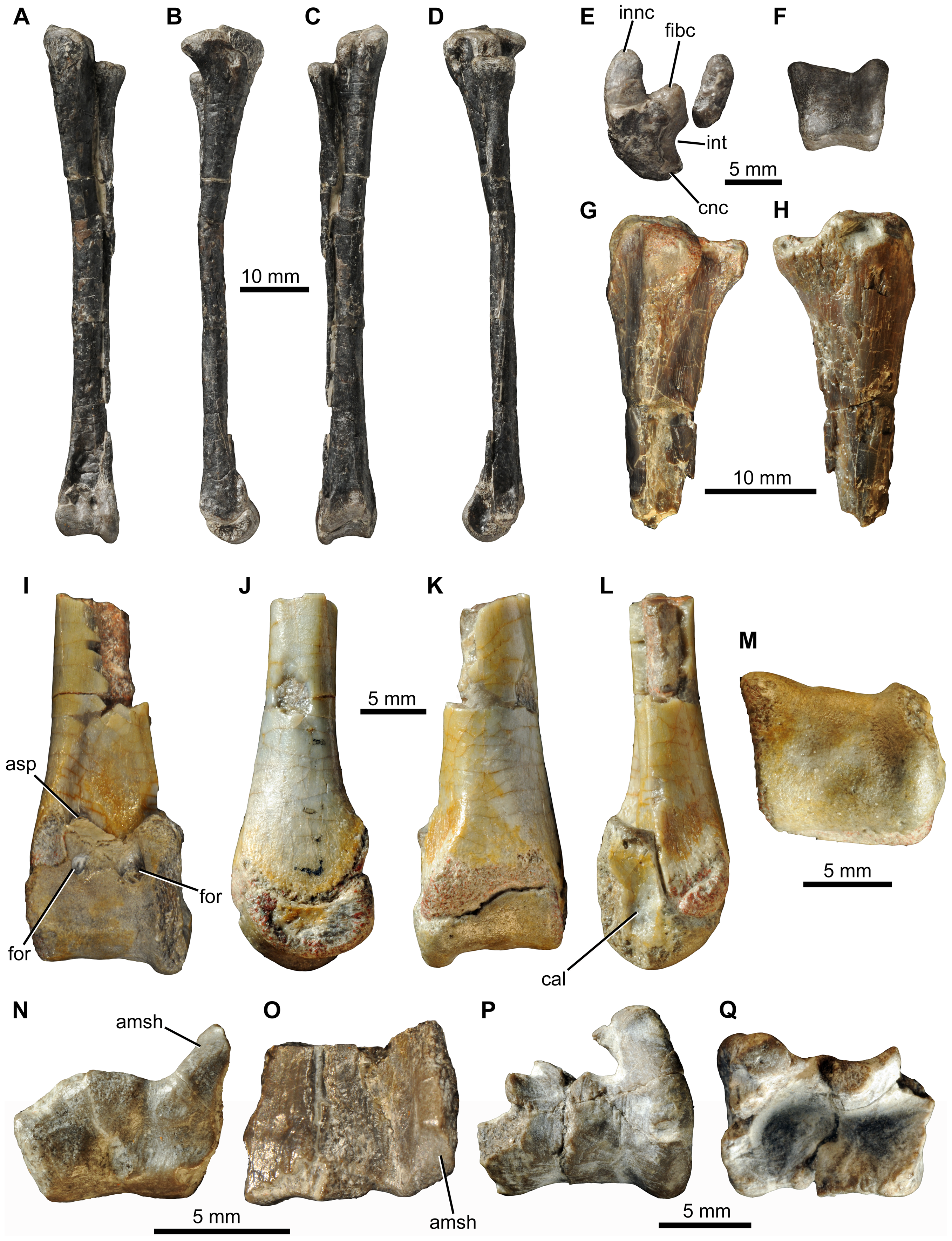
Ossa degli arti posteriori di vari esemplari di F. haagarorum

Il Fruitadens è stato descritto nel 2010, ma i suoi resti fossili sono stati scoperti negli anni '80 nella Fruita Paleontological Area in Colorado e, per molti anni, sono stati ascritti a una presunta specie nordamericana di Echinodon, un altro animale simile i cui resti sono stati ritrovati in Inghilterra. Sembra che questi due animali, insieme a un terzo genere vissuto in Cina, il Tianyulong, rappresentassero una linea arcaica di dinosauri ornithischi primitivi, sviluppatisi addirittura nel Triassico superiore (circa 210 milioni di anni fa) e sopravvissuti almeno fino al Cretaceo inferiore (circa 120 milioni di anni fa). Paradossalmente, i loro antichi parenti del Giurassico inferiore, come Heterodontosaurus e Abrictosaurus, sembrerebbero essere stati più specializzati. È possibile, dunque, che Fruitadens e i suoi simili avessero mantenuto caratteristiche primitive (e quindi una mancanza di specializzazione) che, con il passare dei milioni di anni, si sono rivelate più efficienti.
Il seguente cladogramma segue le analisi di Butler et al. (2011):
|  | NHM RU A100       |
|  |                   |
|  | Heterodontosaurus |
|  |                   |
|  | Lycorhinus        |
|  |                   |

|  | Fruitadens |
|  |            |
|  | Tianyulong |
|  |            |

|  | NHM RU A100       |
|  |                   |
|  | Heterodontosaurus |
|  |                   |
|  | Lycorhinus        |
|  |                   |

|  | Fruitadens |
|  |            |
|  | Tianyulong |
|  |            |

|  | NHM RU A100       |
|  |                   |
|  | Heterodontosaurus |
|  |                   |
|  | Lycorhinus        |
|  |                   |

|  | Fruitadens |
|  |            |
|  | Tianyulong |
|  |            |

|  | NHM RU A100       |
|  |                   |
|  | Heterodontosaurus |
|  |                   |
|  | Lycorhinus        |
|  |                   |

|  | Fruitadens |
|  |            |
|  | Tianyulong |
|  |            |

## Storia della scoperta
Il Fruitadens è conosciuto da fossili recuperati con un valido permesso paleontologico negli anni '70 e '80 da gruppi di paleontologi guidati da George Callison, per il Museo di Storia Naturale della Contea di Los Angeles (LACM). L'area scoperta, su terreni gestiti dal Bureau of Land Management, è nota come Area paleontologica di Fruita; gli esemplari sono stati ritrovati in arenarie del Membro del Bacino Penny. Letti approssimativamente equivalenti sono stati datati a 150 milioni di anni, indicando una prima età Titoniana.
I fossili ora riferiti a Fruitadens furono inizialmente assegnati ad un fabrosauride simile ad Echinodon, un genere del Cretaceo inferiore dell'Inghilterra; I fabrosauridi all'epoca erano considerati un gruppo generale di primitivi ornitopodi, e lo stesso Echinodon non era stato ancora riclassificato come heterodontosauro. Il Fruitadens, sebbene non formalmente descritto per un certo numero di anni, è stato brevemente descritto in diverse opere, solitamente come parente di Echinodon o, addirittura, come una nuova specie del genere. La descrizione formale è arrivata nel gennaio 2010, da Richard Butler e colleghi (anche se il documento è stato pubblicato online prima della stampa alla fine del 2009). La specie tipo, F. haagarorum, è stata nominata in riconoscimento del sostegno fornito da Paul Haaga Jr., Heather Haaga, Blythe Haaga, Paul Haaga III e Catalina Haaga, del Museo di storia naturale della contea di Los Angeles.

## Paleoecologia
I quattro individui di Fruitadens sono stati ritrovati in una località alla base del Membro del Bacino Brushy, della Formazione Morrison, in arenarie crevasse depositatesi in pianure alluvionali. Le località di Fruita hanno conservato una complessa fauna contemporanea tra cui lumache, vongole, gamberi, vari insetti (rappresentati da tracce fossili), il dipno Ceratodus, pesci attinopterigi, la tartaruga Glyptops, i rhynchocephali Eilenodon e Opisthias, diversi generi di lucertole, un crocodylomorpho mesosuchio, e i mammiferi Fruitafossor, Glirodon e Priacodon. Anche i dinosauri sono comuni in quest'area sebbene siano rappresentati da fossili disarticolati.
Il Fruitadens era probabilmente un corridore bipede, e si pensa fosse onnivoro. Come Echinodon e Tianyulong, e altri heterodontosauridi recenti, il Fruitadens aveva mascelle meno specializzate rispetto agli heterodontosauridi del Giurassico inferiore come l'Heterodontosaurus, ed è interpretato come un generalista. Uno studio del cranio del 2012, ha suggerito che la sua dieta era composta perlopiù da materiale vegetale selezionato e possibilmente insetti o altri invertebrati.